# Campanula bohemica
Campanula bohemica (дзвоники богемські) — вид квіткових рослин з родини дзвоникових (Campanulaceae).

## Біоморфологічна характеристика
Багаторічна трав'яниста рослина (10)15–25(40) см заввишки. Стебло від прямовисного до висхідного, знизу кутасте, по краях війчасте. Приземне листя округло-серцеподібне, переважно відсутнє під час цвітіння. Квітки по 2–5 у суцвіттях або навіть поодинокі. Віночок від дзвіночкової до трубчастої форми, фіолетово-блакитний, 16–25 мм завдовжки. Цвіте з липня по вересень. Плід — коробочка.

## Середовище проживання
Цей вид є ендеміком гір Карконоше (Судетські гори) в Чехії та Польщі. Зростає на висоті 800–1600 м над рівнем моря. Географічний діапазон для обох країн становить 793 км². Цей вид росте на гірських і альпійських луках.

## Загрози й охорона
Основними загрозами для виду є відмова від випасу та подальша конкуренція через проникнення в рослинність, скошування або вирубування, евтрофікація та рекреаційна діяльність.
Campanula bohemica внесена до списку пріоритетних видів у Додатку II Оселищної директиви. Польське населення входить до складу Карконоського національного парку. Вид занесений до Червоної книги Польщі і Чехії.